# Filippo Delpino
Filippo Delpino (Genova, 1779 – 20 maggio 1860) è stato un patriota italiano.
Fu stenografo parlamentare e autore di uno dei primi sistemi stenografici italiani.

## Biografia
Nacque a Genova nel 1779. Fu autore di un Sistema di stenografia italiano, pubblicato in più edizioni a partire dal 1819, anno nel quale ottenne parere favorevole della Reale accademia delle scienze di Torino. Il suo sistema riprendeva quello di Samuel Taylor (stenografo), negli adattamenti di Théodore-Pierre Bertin e di Emilio Amanti. Nel 1848 ottenne di organizzare e dirigere il gabinetto stenografico del Parlamento subalpino, in collaborazione con Hippolyte Prévost.
Delpino aderì alla Giovine Italia, alla Carboneria ed alla Società Nazionale, venendo coinvolto nel tentato moto di Genova del 1833.
Massone già dal periodo napoleonico, nell'ottobre 1859 fu tra i fondatori della loggia torinese "Ausonia", di cui divenne il primo maestro venerabile. Il 20 dicembre 1859 Delpino divenne il Gran Maestro del Grande Oriente Italiano, nato per volontà dei componenti della stessa "Ausonia". Resse la carica di Gran Maestro ad interim, dal 20 dicembre 1859 al 20 maggio 1860.

## Opere edite
- Poesie dette all'improvviso dal signor G. Battista Bichi la sera del 27 agosto 1818 nell'accademia data al teatro Sutera e da Filippo Delpino raccolte e pubblicate colle cifre della stenografia, Stamperia ved.a Pomba e figli, Torino 1818.
- Sistema di stenografia italiana ovvero Esposizione elementare metodica dell'arte che rende la scrittura celere come il parlare con parecchie utili aggiunte base della stenografia di Filippo Delpino genovese, F. Reycend, Torino 1819
- Prediche dette nella metropolitana di Torino dall'abate Antonio Serafino De-Luca da Vicenza la quaresima del 1820 e raccolte coi segni della stenografia da Filippo Delpino, Regia Tipografia, Torino 1820
- Elogio di Giuseppe di Arimatea detto dinanzi al re dall'abate Serafino Antonio De-Luca regio predicatore nella chiesa metropolitana di Torino la Quaresima dell'anno 1820. E raccolto da Filippo Delpino coi segni stenografici, Stamperia reale, Torino 1820
- Sermoni sulla Santa Sindone detti alla presenza della Real corte nella chiesa metropolitana di San Giouanni le quaresime degli anni 1818, 1819, e 1820 e raccolti da Filippo Delpino coi segni stenografici, Stamperia reale, Torino 1820
- Sistema di stenografia italiana di Filippo Delpino, Stamperia Reale, Torino 1822
- Ettore tragedia improvvisata da Tommaso Sgricci aretino la sera del 13 giugno 1823 nel teatro Carignano raccolta e pubblicata da Filippo Delpino stenografo Tipografia Chirio e Mina, Torino 1823
- Orazione sopra la santissima Sindone detta alla presenza della real corte dall'abate d. Vincenzo Scarpa regio predicatore in S. Giovanni la Quaresima del 1826 e raccolta stenograficamente da Filippo Delpino, Stamperia reale, Torino 1826
- Metodo di G. Carstairs falsamente chiamato Metodo Americano ossia l'arte d'imparare a scrivere o migliorare la scrittura in poche lezioni. Tradotto dall'inglese e corredato di 33 tavole nuovamente incise per cura di Filippo Delpino, Tipografia, Torino 1829
- Manuale di calligrafia. Metodo compiuto di G. Carstairs detto americano ossia L'arte d'imparare a scrivere o migliorare la scrittura in poche lezioni, P. Magnaghi, Torino [18..]
- Prediche ed orazioni sacre edite ed inedite dell'abate Serafino De-Luca pubblicate dallo stenografo F. Delpino, Stamperia reale, Torino 1833, 2 voll.
- Sistema di stenografia italiana, Telesforo Tenenti, Milano 1836

[F. Giulietti menziona una riedizione del suo Sistema di stenografia nel 1845]